# Mercury – Act 2
«Mercury – Act 2» (en español: «Mercurio – Acto 2») es la segunda mitad del quinto álbum de estudio de la banda estadounidense de pop rock Imagine Dragons. Fue lanzado el 1 de julio de 2022 por medio de KIDinaKORNER e Interscope Records en un álbum doble titulado «Mercury – Acts 1 & 2», junto a su predecesor «Mercury – Act 1». Fue producido por Rick Rubin y precedido por dos sencillos que promocionaron tanto el estreno del álbum doble como el de «Mercury – Act 2»: «Bones» y «Sharks».
A pesar de no haber contado con un lanzamiento individual en versión digital, la banda anunció que «Mercury – Act 2» sería lanzado en vinilo el 9 de diciembre de 2022, e incluyó el tema «Enemy» de la serie Arcane como su undécimo noveno y último tema únicamente en este formato.

## Antecedentes
Tras el lanzamiento de «Mercury – Act 1», el 3 de septiembre de 2021, Imagine Dragons informó que se encontraba trabajando en la secuela del álbum, con Rick Rubin una vez más como el productor ejecutivo del álbum.
En enero de 2022, el líder de la banda, Dan Reynolds, afirmó que muy probablemente sería lanzado después de la primera etapa del «Mercury World Tour». En una entrevista publicada a través de Apple Music a fines de marzo, Dan afirmó que el álbum era diferente desde el punto de vista sonoro a sus álbumes anteriores y dijo que estaba influenciado por el hip hop.

## Promoción
«Bones» fue lanzado el 11 de marzo de 2022 como el sencillo principal de «Mercury – Act 2». La canción se utilizó para promocionar la tercera temporada de la serie de Amazon Prime Video, The Boys. El lanzamiento del vídeo musical de la canción fue el 6 de abril, coincidiendo con el pre-ordenamiento del álbum, cuyo lanzamiento fue anunciado para el 1 de julio, como parte de un álbum doble, en compañía de «Mercury – Act 1».
El 15 de junio, la banda publicó un teaser de «Mercury – Act 2» en sus redes sociales, en el que aparecía un fragmento de «Sharks», el próximo sencillo del álbum. Posteriormente, en el Discord oficial de la banda, los fanáticos tuvieron que construir un fragmento de la canción con ayuda de algunas porciones de diferentes audios y al juntarlos, formaban los primeros segundos de la pista. Finalmente, fue lanzado el 24 de junio de 2022 acompañado de su vídeo musical y más tarde enviado a las radios italianas el 1 de julio de 2022.
Previo al lanzamiento oficial del álbum, Imagine Dragons publicó en su canal de YouTube el tráiler de «Mercury – Act 2», con fragmentos de tres canciones más: «Younger», «Ferris Wheel» y «Symphony».

## Lista de canciones
Mercury – Act 2: Lanzamiento Individual (Vinilo)
| Disco 1: Lado A |                       |          |  |
| N.º             | Título                | Duración |  |
| 1.              | «Bones»               | 2:45     |  |
| 2.              | «Symphony»            | 2:55     |  |
| 3.              | «Sharks»              | 3:10     |  |
| 4.              | «I Don't Like Myself» | 3:05     |  |
| 5.              | «Blur»                | 2:55     |  |
| 14:50           |                       |          |  |

| Lado B |                 |          |  |
| N.º    | Título          | Duración |  |
| 6.     | «Higher Ground» | 2:41     |  |
| 7.     | «Crushed»       | 3:08     |  |
| 8.     | «Take It Easy»  | 2:38     |  |
| 9.     | «Waves»         | 3:45     |  |
| 10.    | «I'm Happy»     | 3:05     |  |
| 15:17  |                 |          |  |

| Disco 3: Lado C |                 |          |  |
| N.º             | Título          | Duración |  |
| 11.             | «Ferris Wheel»  | 3:23     |  |
| 12.             | «Peace Of Mind» | 2:53     |  |
| 13.             | «Sirens»        | 2:35     |  |
| 14.             | «Tied»          | 4:01     |  |
| 15.             | «Younger»       | 3:12     |  |
| 12:52           |                 |          |  |

| Lado D |                                 |          |  |
| N.º    | Título                          | Duración |  |
| 16.    | «I Wish»                        | 3:27     |  |
| 17.    | «Continual» (feat. Cory Henry)  | 3:49     |  |
| 18.    | «They Don't Know You Like I Do» | 4:17     |  |
| 19.    | «Enemy» (with JID)              | 2:53     |  |
| 14:26  |                                 |          |  |